# 七十门徒
七十门徒（羅馬化：Hebdomiconta Mathetes），東方基督教中又称七十使徒（羅馬化：Hebdomiconta Apostoloi），是指《路加福音》中提到耶稣早期的追随者。一说这些门徒共有七十二位。
自《路》第10章开始，便记载了耶稣给这些门徒下达的具体使命（若无特别说明，以下原文均引用和合本）：
這事以後，主又設立七十個人，差遣他們兩個兩個地在祂前面，往自己所要到的各城各地方去。
从东西方教会的不同用词来看，使徒（Απόστολος）指“被差遣者”，强调被主耶稣赋予使命、传播教义；门徒（Μαθητές）指“学习者”，侧重跟随主耶稣并践行其教诲。两者的区别在于：所有使徒都是门徒，但不是所有门徒都是使徒。

## 争议
七十门徒的人数存在争议。
在亚历山大文本的一部分抄本（如西奈抄本）和凯撒利亚文本中，门徒人数为70；而在大多数其他亚历山大文本和西方文本中，这个数字则为72。这两个数字，可能源于《創世記》第10章记载的七十个国家，可能与《聖經》别处频现的“70”一数有关，还可能与《七十士譯本》的七十二位译者有关。在翻译《武加大译本》时，耶柔米则以七十二个为准。
但需注意的是，《路加福音》并非唯一记载耶稣差遣门徒传教的福音书，《馬太福音》和《馬可福音》也有相关记载。
《路加福音》中，耶稣首次差遣七十二人传教（路9:1-6），其内容与《马可福音》中差遣十二使徒的“有限使命”（可6:6-13）相似，均强调不带财物、以神迹见证福音，且拒绝者将被审判。两处经文均提到“不要带钱囊、口袋、鞋”（路10:4；可6:8），并强调依靠神供应（路10:7；可6:8），体现对神权能的完全信靠。
此外，对十二使徒：（路22:35）
耶穌又對他們說：「我差你們出去的時候，沒有錢囊、沒有口袋、沒有鞋，你們缺少什麼沒有？」他們說：「沒有。」
这呼应了差遣七十二人时的教导，表明此原则适用于所有门徒的使命。

## 门徒名单

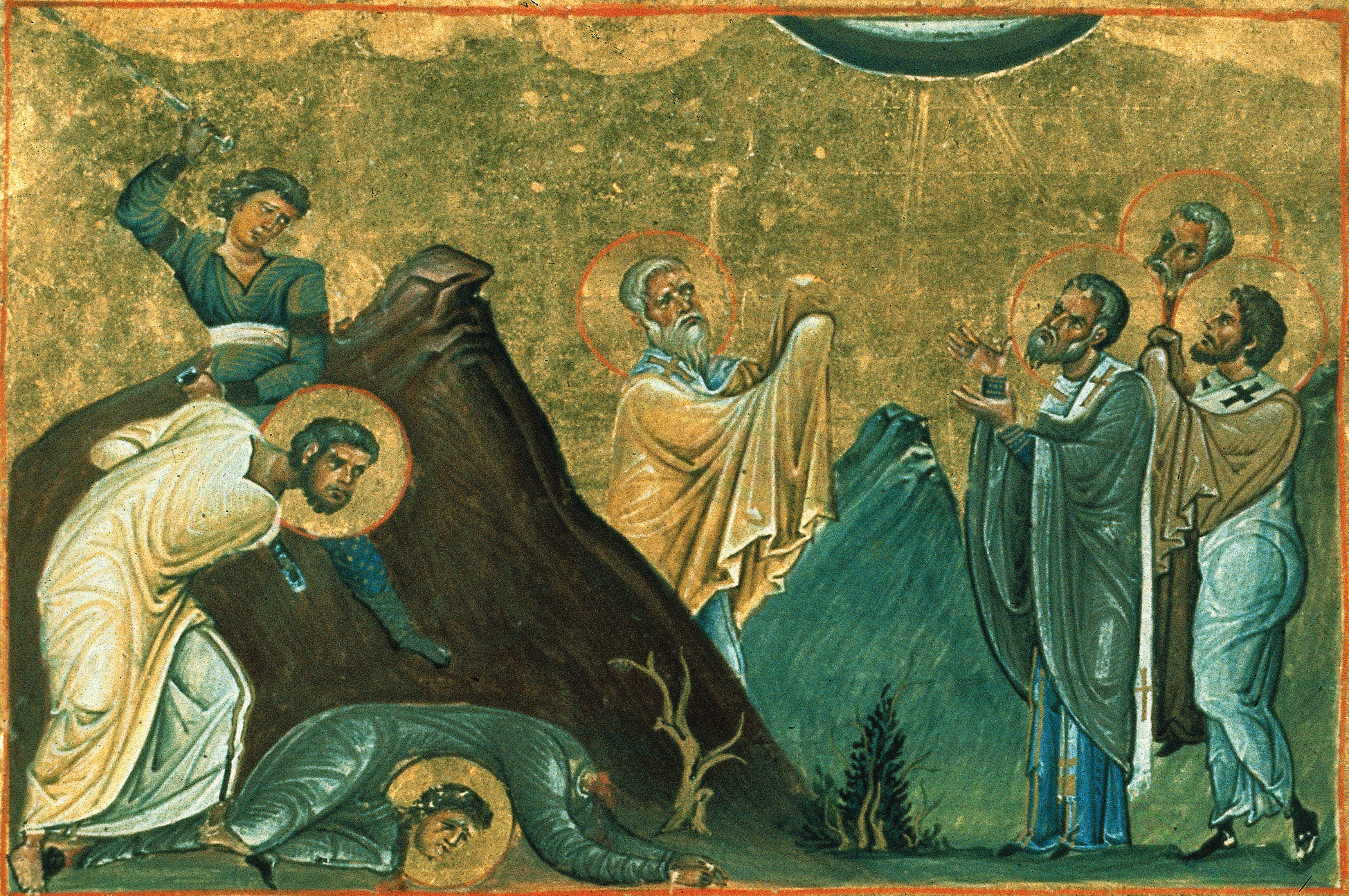
哥林多的以拉都、阿林巴、帕特雷的希羅天、所西巴德、夸圖和以哥念的德丟的画像

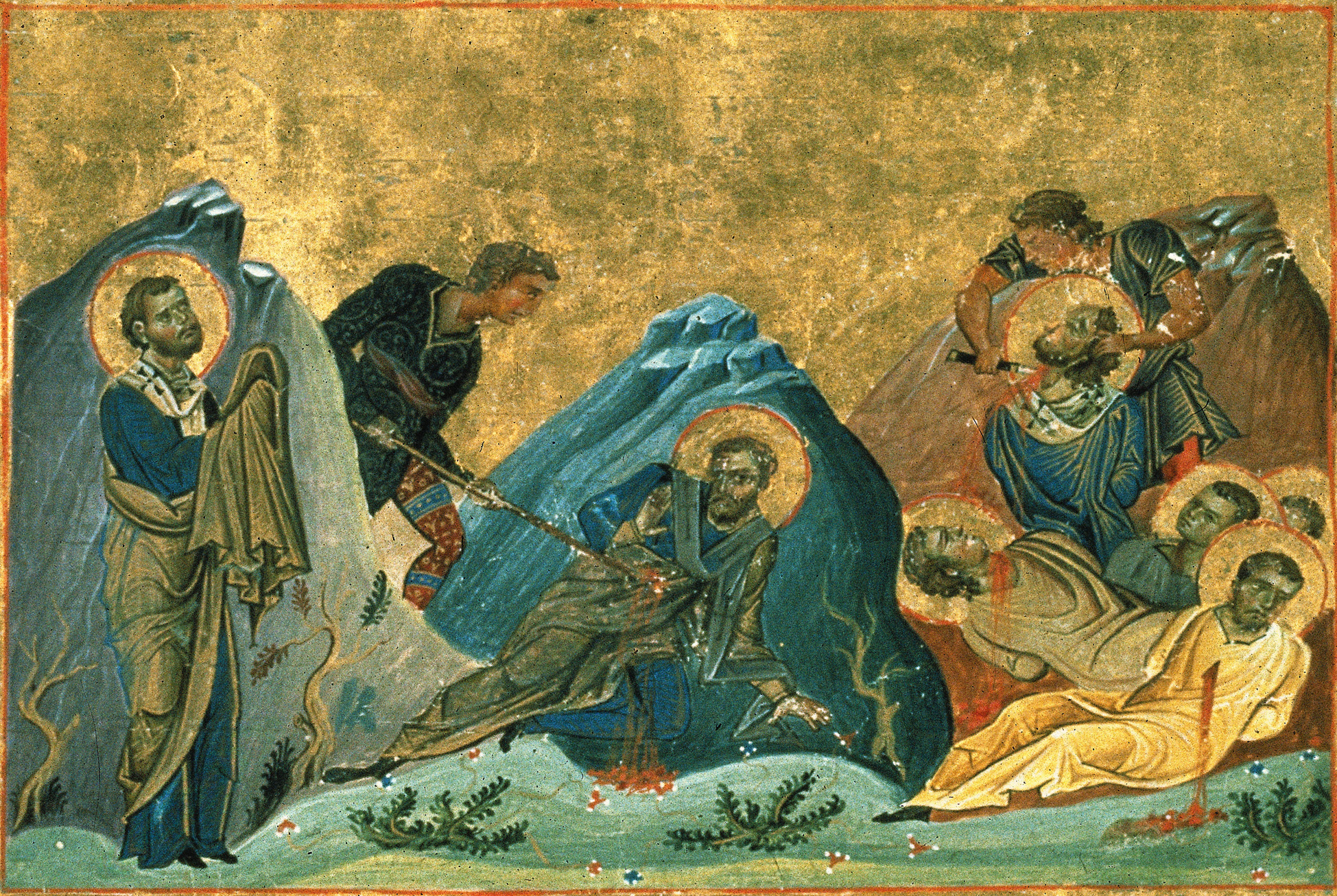
使徒士大古、暗伯利安和马其顿的邬尔班的画像

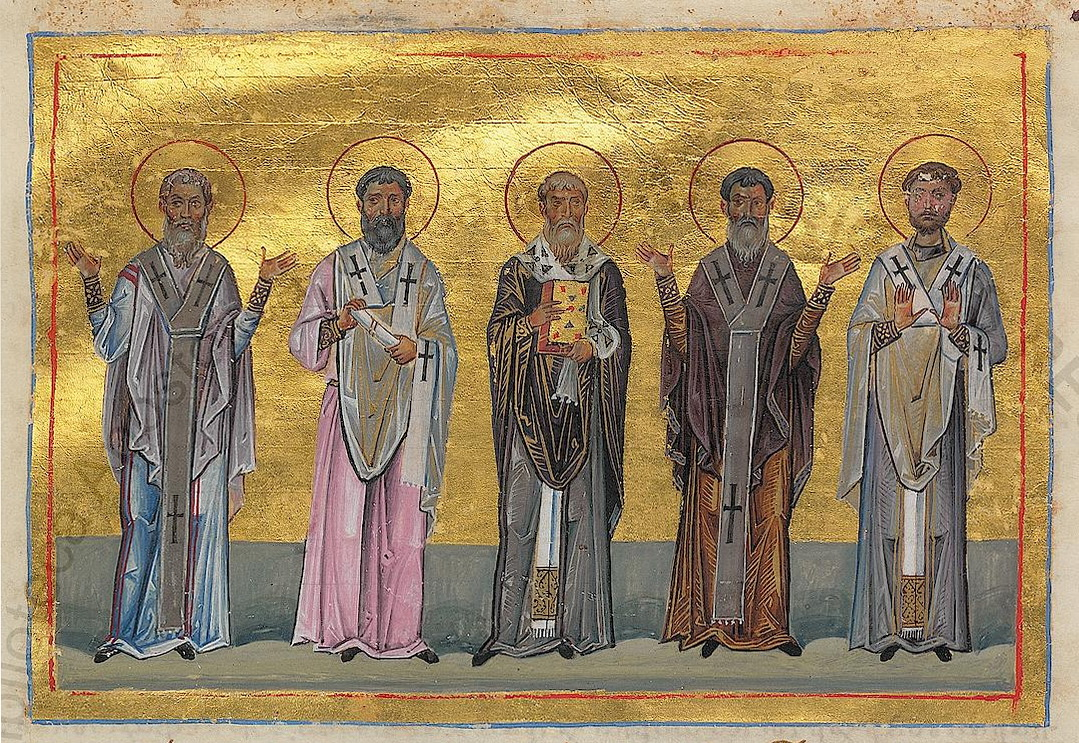
波多利的八羅巴、腓利波里的黑马、理诺、以弗所的該猶和锡诺普的非羅羅古的画像

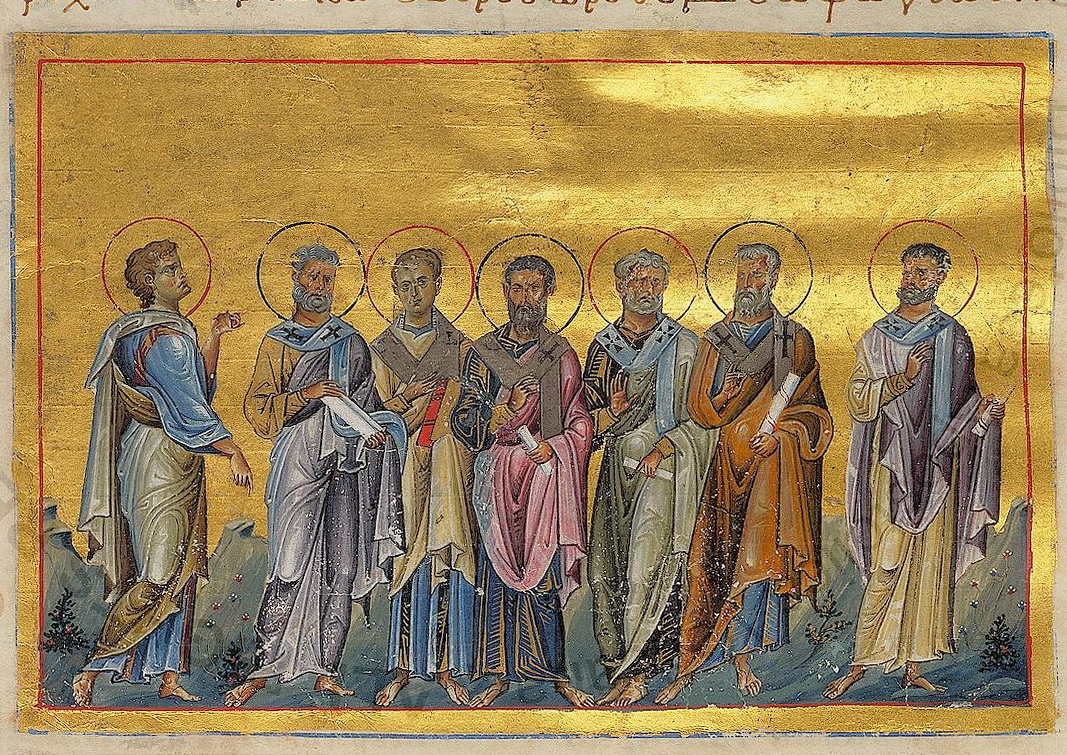
所提尼、亚波罗、以哥念的磯法、推基古、以巴弗提、都拉齐翁的愷撒和阿尼色弗的画像

### 七十使徒行传
《七十使徒行传》（On the Seventy Apostles of Christ）是一部古希腊文文献，现存最古老的抄本为9世纪的《巴罗奇亚努斯抄本》。该文本传统上被视为希坡律陀所作，但已遭质疑。
该文献名为“七十使徒行传”，其实际列出了六十九位使徒：
1. 主的兄弟雅各（耶路撒冷主教）
2. 革流巴（耶路撒冷主教）
3. 馬提亞（补位第十二使徒）
4. 埃德萨的达陡（为阿布加尔五世施洗）
5. 亚拿尼亚（为保罗施洗）
6. 司提反（首位殉道）
7. 传福音者腓利（为埃塞俄比亚太监（英语：Ethiopian Eunuch）施洗）
8. 伯罗哥罗（英语：Prochorus）（尼科米底亞主教）
9. 尼迦挪（英语：Nicanor the Deacon）
10. 提门（英语：Timon the Deacon）（布斯拉主教）
11. 巴米拿（英语：Parmenas）（索利[註 1]主教）
12. 尼哥拉（英语：Nicolas the Deacon）（撒马利亚主教）
13. 巴拿巴（米兰主教）
14. 马可（亚历山大主教）
15. 路加
16. 西拉（哥林多主教）
17. 七十門徒西拉（英语：Silvanus of the Seventy）（帖撒罗尼迦主教）
18. 革勒士（英语：Crescens）（加拉太主教）
19. 迦太基的以拜尼土（英语：Epenetus of Carthage）（迦太基主教）
20. 潘诺尼亚的安多尼古（英语：Andronicus of Pannonia）（潘诺尼亚主教）
21. 暗伯利安（英语：Ampliatus）（奥德索斯主教）
22. 马其顿的邬尔班（英语：Urban of Macedonia）（马其顿主教）
23. 使徒士大古（英语：Stachys the Apostle）（拜占庭主教）
24. 巴拿巴（赫勒克利亚（英语：Perinthus）主教）
25. 腓吉路（英语：Phygellus）（以弗所主教）
26. 黑摩其尼（德语：Hermogenes (Bibel)）
27. 底馬（英语：Demas）（偶像祭司）
28. 赫拉克利翁的亞比利（英语：Apelles of Heraklion）（士麦那主教）
29. 不列颠的亞利多布（英语：Aristobulus of Britannia）（不列颠主教）
30. 雅典的拿其數（英语：Narcissus of Athens）（雅典主教）
31. 帕特雷的希羅天（英语：Herodion of Patras）（大数主教）
32. 亞迦布（先知）
33. 底比斯的魯孚（英语：Rufus of Thebes）（底比斯主教）
34. 赫卡尼亚的亞遜其土（英语：Asyncritus of Hyrcania）（吕家赫卡尼亚（英语：Hyrcania (Lydia)）主教）
35. 马拉松的弗勒干（英语：Phlegon of Marathon）（马拉松主教）
36. 达尔马提亚的黑米（英语：Hermes of Dalmatia）（达尔马提亚主教）
37. 波多利的八羅巴（英语：Parrobus of Pottole）（波多利主教）
38. 腓利波里的黑马（英语：Hermas of Philippopolis）（色雷斯腓利波里（英语：Philippopolis (Thrace)）主教）
39. 理诺（天主教会第二任教宗）
40. 以弗所的該猶（英语：Gaius of Ephesus）（以弗所主教）
41. 锡诺普的非羅羅古（英语：Philologus of Sinope）（锡诺普主教）
42. 阿林巴（英语：Olympas） 和
43. 希羅天一同在罗马殉道
44. 古利奈人路求（叙利亚老底嘉（英语：Laodicea in Syria）主教）
45. 帖撒罗尼迦的耶孫（英语：Jason of Thessalonica）（大数主教）
46. 所西巴德（英语：Sosipater）（以哥念主教）
47. 以哥念的德丟（英语：Tertius of Iconium）（以哥念主教）
48. 哥林多的以拉都（英语：Erastus of Corinth）（帕尼翁（英语：Banias）主教）
49. 夸圖（英语：Quartus）（迦南老底嘉（英语：Berytus）主教）
50. 亚波罗（凯撒利亚主教）
51. 以哥念的磯法（英语：Cephas of Iconium）（科洛封主教）
52. 所提尼（英语：Sosthenes）（诺蒂翁（英语：Notion (ancient city)）主教）
53. 推基古（诺蒂翁主教）
54. 以巴弗提（安德里亚卡[註 2]主教）
55. 都拉齐翁的愷撒（英语：Caesar of Dyrrhachium）（都拉齐翁主教）
56. 称呼马可的约翰（伊利里亚阿波罗尼亚主教）
57. 巴撒巴（英语：Joseph Barsabbas）（厄琉忒罗波利斯主教）
58. 路司得的亞提馬（英语：Artemas (saint)）（路司得（英语：Lystra）主教）
59. 撒狄的革利免（英语：Clement of Sardice）（撒狄主教）
60. 阿尼色弗（英语：Onesiphorus）（科罗尼主教）
61. 推基古（迦克墩主教）
62. 庇哩亚的加布（英语：Carpus of Beroea）（色雷斯贝里图斯主教）
63. 伊沃迪（英语：Evodius）（安条克主教）
64. 帖撒罗尼迦的亞里達古（英语：Aristarchus of Thessalonica）（阿帕米亚主教）
65. 约翰·马可（比布罗斯主教）
66. 律師西納（英语：Zenas the Lawyer）（呂大主教）
67. 腓利門（英语：Philemon (biblical figure)）（加沙主教）
68. 普德斯
69. 特羅非摩（与保罗一同殉道）

## 備註
1. ↑  可能位于塞浦路斯岛或基利家
2. ↑  可能位于色雷斯或呂家